# Vosret
Vosret, Vaset  ali Vosjet  (poslovenjeno Močna) je bila egipčanska boginja. Njeno kultno središče so bile Tebe v Gornjem Egiptu. Njeno ime je enako egipčanskemu imenu mesta. Bila je manj pomembna boginja. Njeno ime so v svoje ime kljub temu vključili trije faraoni iz Dvanajste dinastije: Senusret I., II. in III. Njihovo ime pomeni "Vosretin mož".
Vosret so upodabljali zelo redko. Imela ni nobenega samo njej posvečenega templja. Na redkih upodobitvah nosi visoko krono in žezlom vas, pozezanim z njenim imenom. Oborožena je s kopjem ali lokom in puščicami.
Bila je Amunova prva žena, kasneje pa je njeno mesto prevzela boginja Mut. Mogoče je tudi, da je Mut samo drugo Vosretino ime.